# アーチェリー

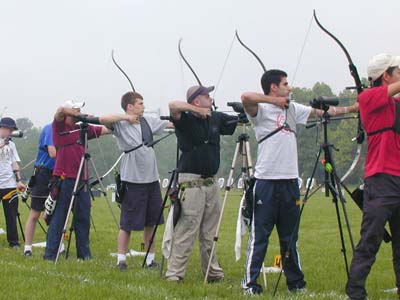
アーチェリー

アーチェリー (Archery) は、弓で矢を射、標的を狙う射撃競技。オリンピック種目のひとつである。
英語のarcheryとは、競技や弓道などを含めた弓術一般の意味やそれで使う武具、機材という意味。日本語の洋弓はアーチェリーを含み、洋式の弓術や武具を意味し、弓道を含む和式の和弓と区別することもある。

## 弓の形態と種類
リカーブボウ
オリンピック競技に使用されている弓。日本で最も普及している。大きく分けて「ワンピースボウ」（ハンドル・リムが一体の弓）と「テイクダウンボウ」（ハンドルとリムが別の部品の弓）の2つに分かれる。現在は「テイクダウンボウ」が主流。弓の構成は主に、ハンドル、リム、スタビライザー（弓の振動を除去し、安定させる棒）サイト（照準器）からなっている。
ベアボウ
リカーブボウと使用する弓は同じだが、弓の構成パーツがハンドル、リムだけと限られている。厳密には一定の直径の穴を弦を張らない弓が通り抜けられればよいので、小さな錘をハンドルにつけることは許されている。
コンパウンドボウ
世界的に見て最も普及している弓。滑車を用いた構造で、ドローイング中（弦を引いている途中）はリカーブボウ同様に重いが、フルドローに近づくにつれて荷重が減りフルドロー時には表示されているポンド数の半分から30%にまで引きが軽くなる。よってエイミング中（的を狙っている途中）の負荷が軽く、スコープとピープサイトの併用も合わさり（銃のエイミングに近い）、精度の高いエイミングを行うことができる。このため、リカーブよりも強い弓を使う選手が多い。また、リリーサーという道具でリリース（矢の発射）を行うため、リリースが機械的に安定しておりリカーブボウに比べて的中精度は高い。映画『ランボー』シリーズ内でジョン・ランボーが使用しているのもコンパウンドボウである。

## 射法
1本の矢を射る一連の動作を分解して理解する方法は、何通りかあるが全日本アーチェリー連盟では弓道の射法八節にならい、以下のように8節に分けている。
1. Stance スタンス（足踏み）
2. Set セット（胴造り）
3. Nocking ノッキング（矢つがえ）
4. Set up セットアップ（打ちおこし）
5. Drawing ドローイング（引き分け）
6. Full Draw フルドロー （会）
7. Release リリース（離れ）
8. Follow Through フォロースルー（残身、残心とも）

これらは日本独自の分け方であり、アメリカなどでハンティングが主流の国では精神統一をするといった考え方はいっさい無い。または身体のパフォーマンスを向上させるため、運動生理学を考慮したフォームを採用する者もいる。そのため体格や筋力にあわせたフォームやテンポで打つ人が多い。たとえば精度だけではなく、連射がうまかったり、歩きながら狙い撃つなどである。特にトレディッショナルと呼ばれるタイプのアーチャーには驚くほど雑なフォームでありながら高精度で打てる人もいる。

## 競技形態

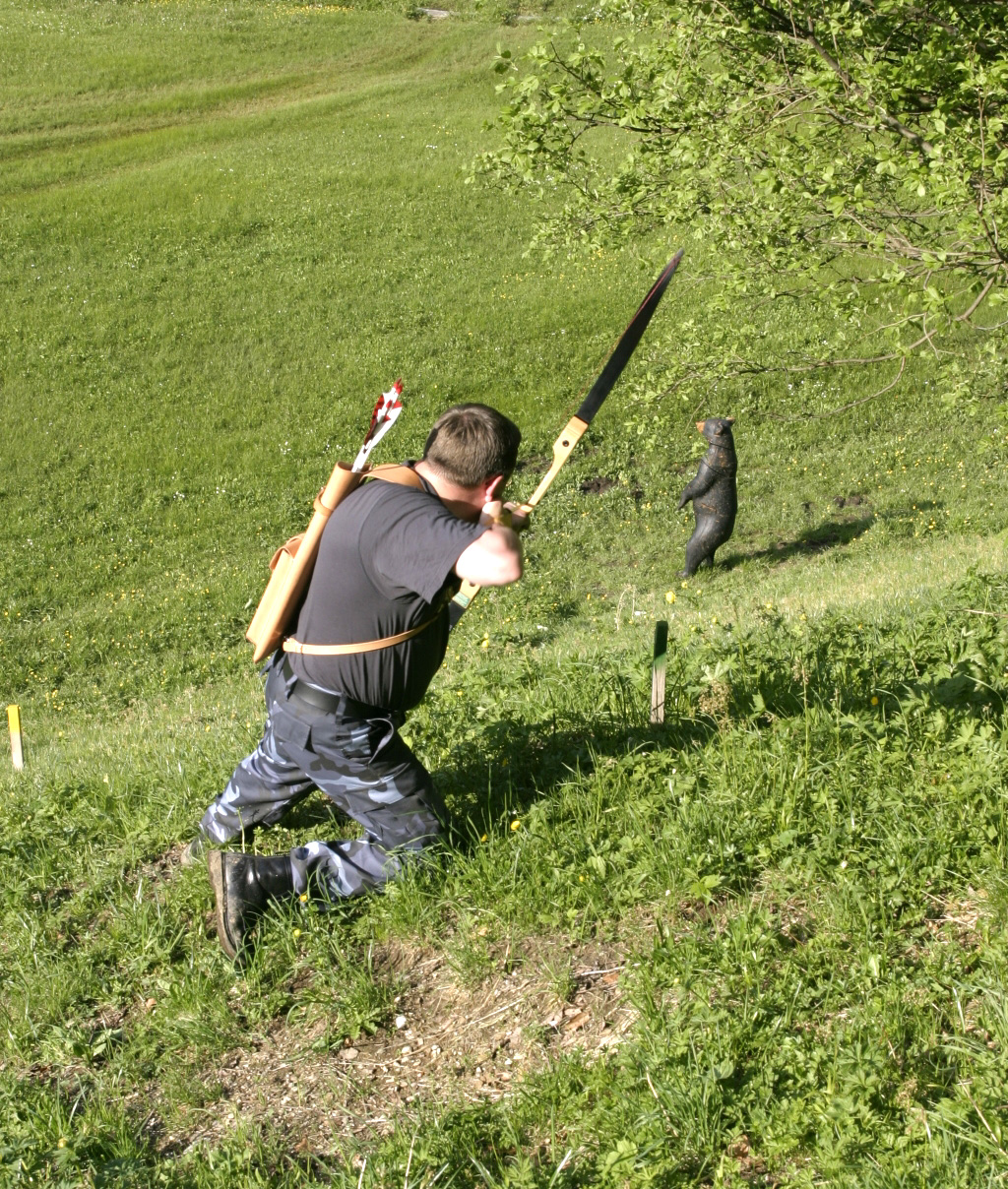
3Dアーチェリー（作り物の熊の形の的を狙っている）

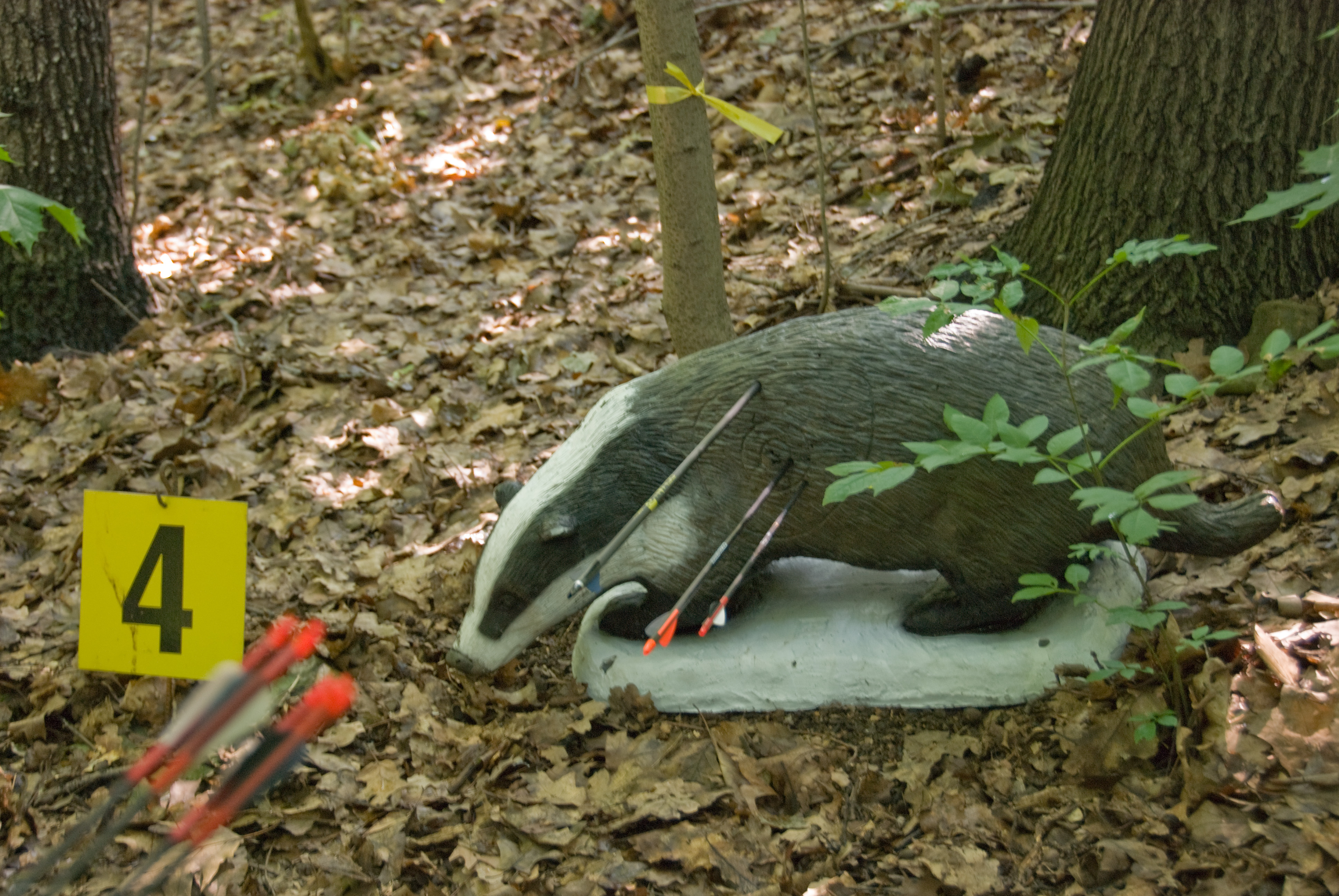
アナグマ型の的に命中した矢

アーチェリーでは非常に多くの競技形態がある。日本では主に「アウトドアターゲットアーチェリー」「フィールドアーチェリー」「インドアアーチェリー」の3つが盛んである。その他にも「スキーアーチェリー（ランアーチェリー）」もある（1964年に夏季オリンピック種目にも選ばれ、1972年のミュンヘンオリンピックから実施された）。
以下に、日本で盛んに行われている競技に関して、距離別に概要をまとめる。
インドアアーチェリー
インドアアーチェリーは体育館など室内で行うターゲットアーチェリーのことで、冬季に盛んに行われる。距離は18mがあり、使用する的は直径40cmのターゲットまたは5点以下をカットし縦に3つ並べた3スポットターゲットの的を用いる。競技者は30射ないし60射弓を射ち、総合得点（満点は60射で600点）で勝敗を競う。的が小さく、太い矢を利用した方が高得点を取り易い傾向があるため、多くの人が専用の太いアルミ製の矢を使用する。
50m、30m（ショートハーフ）
多くの大学において普段取り入れられている練習形態、及び試合形式がこの50m、30m競技である。この競技では各距離において36射、合計72射（つまり満点は720点）してその総合得点で勝敗を決める。試合形式としては個人戦と団体戦があり、団体戦は大学の場合4～8人からなるチームレギュラーが相手チームと競技を行い、その総合得点が高い方が勝利となる。レギュラーの規定人数は各地区ごとに異なる。下記のシングルラウンド4距離のうち、短い2距離のみで競うため、ショートハーフと呼ばれる。
1440ラウンド（シングルラウンド）
シングルラウンドは過去にオリンピックや全日本選手権、インカレなど大きな競技会において予選として利用された競技方式であり、男子は90,70,50,30mの各距離から女子は70,60,50,30mの各距離からそれぞれ36射し合計144射（1440点満点）で争われる競技である。
70mW/50mW
70 mW（ダブル）/50 mW（ダブル）はインターハイや国体などの競技会において予選として採用されている競技方式であり、リカーブは70mを72射し、コンパウンドは50mを72射して、その合計点により、決勝ラウンドのランキングを行う。2013年の世界アーチェリーの決議に基づき、2014年以降はこの形式が最も基本的なアウトドアターゲットアーチェリーのフォーマットとなった。
オリンピックラウンド
ほぼすべてのメジャーな競技会において決勝ラウンドとして行われる試合形式。選手2人（男女別々）が交互に的に向かって70mから12射し、その合計点数で勝者を決定する。1射につき各選手30秒の持ち時間がありその時間内に矢を射る必要がある。
フィールドアーチェリー

フィールドアーチェリーは上記の4タイプとは大分競技の趣が異なり、山や野原に設置されている的に向かって矢をうち、ゴルフのように各ポストを回って最後に総合計を競う競技である。社会人を中心に多くの競技者がいる。この競技にはマークドとアンマークドと呼ばれる2タイプが存在し、マークドではシューティングラインから的までの射距離が表示されているのに対し、アンマークドでは未表示であり自分の目測で距離を算定し照準を調整しなければならない。レンジファインダーなどの測距機器を使用することはルール違反である（もっとも競技の始まる前に弓具チェックがなされ、レンジファインダーが見つかった場合は一時的に没収される）。
さらに、さほど普及していない競技ではあるが以下のものもある。
3Dアーチェリー
3Dアーチェリーは立体の動物模型を狙うフィールド競技。的が発泡スチロールなどでできた鹿や熊などの哺乳類の形をしており、バイタルパート（急所）に近いほど高い点が得られる。
ランアーチェリー
ランアーチェリーはランニングとアーチェリーの複合競技であるランアーチェリーという競技も存在し、これも「ランニングバイアスロン」のアーチェリー版といえる。「アーカスロン」という呼び方をする場合もある。
スキーアーチェリー
クロスカントリースキーとアーチェリーの複合競技。バイアスロンのアーチェリー版といえるため「アーチェリーバイアスロン」という呼び名もある。選手は試合中にスキー板を取り除くことを禁止されており、行射地点で弓を使うときに板と靴の固定は外すが、その際もかならず体のどこかにスキー板が触れていなければならない。使用する的は直径16cmで、この的を18mの距離から狙う。
スキーアーチェリーは、銃規制が厳しい国の人間にとって、参加のハードルが低くなるため、日本においても少数ながら大会が開かれている。
フライトアーチェリー
合計6射で最大飛距離を競う競技。他の競技と異なり的を使用しないため、正確性を必要としない。この競技を行うには、広い射場が必要になるため射場は飛行場のような場所に限られる。
ホースバックアーチェリー
流鏑馬のように、走っている馬に騎乗した状態で的に当てる競技。モンゴルなど、騎馬の伝統がある国で盛んである。日本でも練習できる場所があり、大会が開かれたこともある。

## 歴史
アーチェリーはもともと、イギリスやアメリカではポピュラーなスポーツでもある。かつて日本ではあまり知られておらず、全日本弓道連盟によって「洋弓部」として管轄されていた時代があった。現在でも、日本ではアーチェリーよりも弓道の方が競技人口が多い。
アーチェリーは紀元前2万年(旧石器時代) 頃、狩猟のために弓矢を使用したのが始まりとされている。そしてその後、人間同士の争いの道具、つまり武器として使用されるようになった。いまのようにスポーツとして確立されたのは、16世紀にイギリスの王ヘンリー8世がアーチェリーのコンテストを開催したのがきっかけである。日本でアーチェリーが本格的に行われるようになったのは1950年代後半に入ってからで、その歴史はまだまだ浅いものと言える。
- 1937年に大日本武徳会が日本側のホストとなり「第一回日米対抗アーチェリー大会」が行われる。
- 1947年に小沼英治、菅重義などが中心となり「日本洋弓会」を結成。
- 1956年（昭和31年）同会が「日本アーチェリー協会」に改名。同年、日本体育大学、東京教育大学（現筑波大学）、学習院大学、玉川大学により「日本学生アーチェリー連盟」が成立。
- 1967年に開かれた「第24回世界アーチェリー選手権」でアーチェリーの代表が活躍したことによりその地位を確立し、日本アーチェリー協会は社団法人「全日本アーチェリー連盟」に改称した。
- 1969年には、それまで国際アーチェリー連盟（FITA）に加盟していた全日本弓道連盟から加盟権が全日本アーチェリー連盟に譲渡され、FITAはそれを承認した。同年、日本体育協会への仮加盟の承認、日本オリンピック委員会への加盟も承認され、名実共に全日本アーチェリー連盟が、日本を代表するアーチェリー団体となった。
- 1975年、第28回世界選手権大会（スイス・インターラーケン開催）では、男子団体（広瀬明、手島雅樹、西孝収）が銀メダルを獲得し、日本選手が初めてメダルに到達した。

かつてアーチェリー用弓具を生産していた日本企業が事業から撤退し、現在は主に米国製や韓国製が使われている。2017年、西川精機製作所など東京都江戸川区の中小企業4社が、2020年東京オリンピックでの使用などを想定して国産弓具の復活を目指す「プロジェクト桜」 が開始された。

## 著名なアーチェリー選手

### 男子
- 山本博 1984年ロサンゼルスオリンピック男子個人 銅メダル、2004年アテネオリンピック男子個人 銀メダル 通称「中年の星」日体大卒
- 古川高晴 2012年ロンドンオリンピック男子個人 銀メダル 近畿大学卒
- 守屋龍一 2005年世界選手権（マドリード）男子個人 銀メダル 近畿大学卒
- 松下和幹 1985年世界選手権（韓国・ソウル）男子個人 銅メダル 自衛隊体育学校
- 亀井孝 1977年世界選手権（オーストラリア・キャンベラ）男子個人 銀メダル 同志社大学卒
- 道永宏 1976年モントリオールオリンピック男子個人 銀メダル 同志社大学卒
- 李昌奐（英語版） 2008年北京オリンピック男子団体 金メダル、2006年アジア競技大会男子団体 金メダル
- ダレル・ペイス 1976年モントリオールオリンピック男子個人 金メダル、1984年ロサンゼルスオリンピック男子個人 金メダル
- リチャード・マッキニー（英語版） 1984年ロサンゼルスオリンピック男子個人 銀メダル
- ジョン・ウイリアムス（英語版）
- ハーディー・ワード（英語版）
- ブレディ・エリソン（英語版） 2012年ロンドンオリンピック男子団体 銀メダル、2016年リオデジャネイロオリンピック男子団体 銀メダル、男子個人、銅メダル

経験者
- 東野圭吾　元大阪府立大学　体育会アーチェリー部　主将
- 安倍晋三　元成蹊大学　体育会アーチェリー部
- 所ジョージ　元拓殖大学　洋弓部

### 女子
- 早川浪 2007年世界室内選手権優勝（トルコ）　北京五輪個人6位入賞　日体大卒
- 早川漣　2012年ロンドンオリンピック女子団体　銅メダル　早川浪の妹　日体大卒
- 蟹江美貴 2012年ロンドンオリンピック女子団体　銅メダル　近畿大卒
- 川中香緖里 2012年ロンドンオリンピック女子団体　銅メダル　近畿大卒
- 田熊紘子 2006年世界学生選手権（スロバキア）優勝　日体大卒
- 児玉晶子 1986年全米選手権 優勝　日体大卒
- 石津裕子 1985年全米選手権 優勝　山口大学卒
- 河淵志津子 1978年世界フィールド選手権（ジュネーヴ）ベアボウ競技 優勝
- 秋山芳子 1972年ミュンヘンオリンピック 女子個人 17位帝塚山大学卒
- 松下紗耶未 2003年世界選手権団体2位　近畿大卒
- キム・キョンウク 1996年アトランタオリンピック女子団体金メダル、女子個人金メダル、1989年世界選手権 女子団体金メダル、女子個人銀メダル、1989年世界選手権 女子個人銀メダル、女子団体銅メダル
- 李成震　2004年アテネオリンピック女子団体金メダル、女子個人銀メダル
- 安山 2020年東京オリンピック女子団体金メダル、混合団体金メダル、女子個人金メダル
- メアリー・ゾーン
- ソフィア・ゴンチャロワ
- ナタリア・バレエバ

## メーカー
- 主なアーチェリー用具の製造メーカー
  - エンゼル（日本）
  - ハスコアーチェリー（日本）
  - 渋谷アーチェリー（日本）
  - ダイナスティー・アーチェリー（日本）
  - アメリステップ
  - Horton
  - Barnett
  - Win&Win
  - サミック・スポーツ
  - MK ARCHERY
  - HOYT
  - イーストン
  - プレシジョン・シューティング・イクイップメント
  - FIVICS 旧SOMA
  - beiter
- 過去にアーチェリー用具を製造していたメーカー
  - ヤマハ
  - ニシザワアーチェリー
  - エヌ・プロダクツ

## 事件･事故
2009年10月、東京都目黒区の施設で、同じ私立東海大学付属高輪台高校のアーチェリー部に所属している2人が自主練習しており、片方がもう片方の額をアーチェリーの矢で射ってしまう死亡事故が起きている。書類送検された少年によれば、ふざけて弓を構えたところ無意識に力が抜けてしまったと供述。